# 59800 Astropis
59800 Astropis este un asteroid din centura principală de asteroizi.

## Descriere
59800 Astropis este un asteroid din centura principală de asteroizi. A fost descoperit pe 14 august 1999 la Observatorul din Ondřejov de Petr Pravec și Peter Kušnirák. Asteroidul prezintă o orbită caracterizată de o semiaxă mare de 2,61 ua, o excentricitate de 0,08 și o înclinație de 21,6° în raport cu ecliptica.